# Jay Clayton
Walter Joseph Clayton III (Newport News, 11 de junho de 1966) é um advogado norte-americano que serviu, de 2017 a 2020, como presidente da Comissão de Títulos e Câmbio dos Estados Unidos (SEC).
Foi nomeado por Donald Trump presidente da SEC em 2 de janeiro de 2017, e teve aprovação do Senado dos Estados Unidos em 2 de maio de 2017. Antes de assumir a SEC, foi sócio do escritório de advocacia Sullivan & Cromwell LLP, onde por mais de 20 anos assessorou empresas públicas e privadas em uma ampla gama de assuntos, incluindo ofertas de valores mobiliários, fusões e aquisições e governança corporativa.
De 2009 a 2017, foi professor adjunto na Faculdade de Direito da Universidade da Pensilvânia.

## Publicações
- "US proves flexible on Sarbanes-Oxley for foreigners", International Law Review, março de 2003 (coautor)

"The FCPA and its Impact on International Business Transactions – Should Anything be Done to Minimize the Consequences of the U.S.’s Unique Position on Combating Offshore Corruption?” International Business Transactions Committee, New York City Bar Association, dezembro de 2011 
- "USA 10-K: Why America Needs an Annual Report", julho de 2012 (coautor)
- "We Don’t Need a Crisis to Act Unitedly Against Cyber Threats", junho de 2015 (coautor)